# Distretto di Nikol's'ke
Il distretto di Nikol's'ke (in ucraino Нікольський район?) era un distretto dell'Ucraina, situato nell'oblast' di Donec'k, conosciuto fino al 2016 come distretto di Volodars'ke (in ucraino: Володарський район). Il suo capoluogo era Nikol's'ke.
È stato soppresso con la riforma amministrativa del 2020.